# Светская жизнь (фильм)
«Све́тская жизнь» (англ. Café Society; другие варианты перевода — «Красивые люди», «Клубная публика» и «Светское общество») — американская комедийная мелодрама режиссёра Вуди Аллена, снятая им по собственному сценарию в 2016 году. Премьера фильма состоялась 11 мая 2016 года в рамках внеконкурсной программы Каннского кинофестиваля.

## Сюжет
Действие фильма разворачивается в 1930-х годах в США. Фильм рассказывает об истории молодого человека по имени Бобби Дорфман (Джесси Айзенберг), выходца из бруклинской еврейской семьи. Его сестра Эвелин (Сари Ленник) — учительница, а брат Бен (Кори Столл) — гангстер и владелец ночного клуба. Бобби приезжает из Нью-Йорка в Голливуд и пытается найти работу в сфере кинопроизводства с помощью своего дяди Фила (Стив Карелл) — известного кинопродюсера. Бобби приходится подолгу ждать несколько дней в приёмной, прежде чем Фил наконец находит время его принять. Фил находит работу для Бобби и поручает своей хорошенькой секретарше Вонни (Кристен Стюарт) ввести его в курс дела и познакомить с разными сторонами местной светской жизни.
Бобби влюбляется в Вонни. Она к нему тоже неравнодушна, но сообщает, что у неё есть бойфренд, который, по её словам, находится в отъезде. Путём случайных совпадений выясняется, что «бойфрендом» Вонни является не кто иной как Фил, который обещал ей ради их отношений развестись со своей женой, что он в конце концов и делает. Расстроенный Бобби уезжает обратно в Нью-Йорк и устраивается на работу управляющим в клубе, принадлежащем его брату Бену. Дела у клуба идут хорошо, он становится популярным местом времяпрепровождения у нью-йоркского светского общества. В клубе Бобби встречает Веронику (Блейк Лайвли) — красивую женщину, которая недавно развелась со своим мужем — и женится на ней.
Через некоторое время поженившиеся Фил и Вонни приезжают в Нью-Йорк и посещают клуб, в котором работает Бобби. В процессе беседы подсевшему к их столику Бобби кажется, что Вонни стала совсем другой, изменившись в худшую сторону. Тем не менее Бобби и Вонни договариваются о встрече. Когда они гуляют по Центральному парку, их чувство вспыхивает с новой силой, и они целуются на мосту.
Тем временем полиция разузнаёт про подробности гангстерской деятельности Бена, его арестовывают и приговаривают к смертной казни на электрическом стуле. Бобби становится владельцем клуба и едет в Лос-Анджелес, чтобы прозондировать возможность открытия там филиала клуба. Там он опять встречается с Вонни, но они решают, что будет лучше, если они прекратят свои отношения.

## В ролях

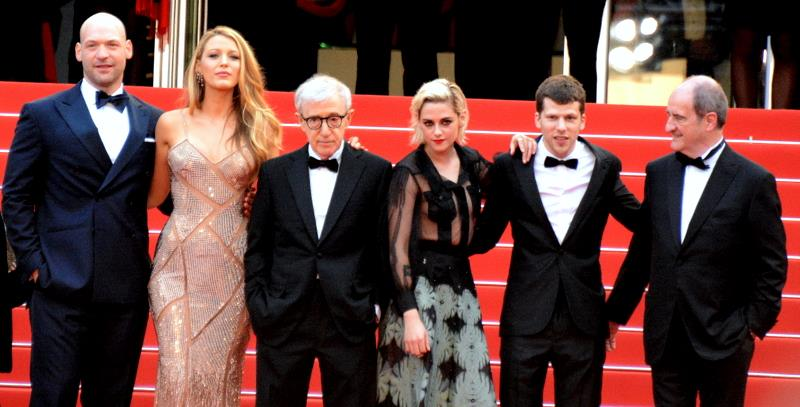
Кори Столл, Блейк Лайвли, Вуди Аллен, Кристен Стюарт, Джесси Айзенберг и президент фестиваля Пьер Лескюр на Каннском кинофестивале 2016 года

| Актёр             | Роль                                 |
| ----------------- | ------------------------------------ |
| Джесси Айзенберг  | Бобби Дорфман                        |
| Кристен Стюарт    | Вонни (Вероника)                     |
| Стив Карелл       | Фил — кинопродюсер, дядя Бобби       |
| Паркер Поузи      | Рэд — владелица модельного агентства |
| Блейк Лайвли      | Вероника                             |
| Кори Столл        | Бен — брат Бобби                     |
| Пол Шнайдер       | Стив — муж Рэд                       |
| Анна Кэмп         | Кэнди                                |
| Джинни Берлин     | Роз — мать Бобби                     |
| Кен Стотт         | Марти — отец Бобби                   |
| Тони Сирико       | Вито                                 |
| Сари Ленник[en]   | Эвелин — сестра Бобби                |
| Стивен Канкен[en] | Леонард — муж Эвелин                 |
| Макс Адлер[en]    | Уолт                                 |
| Дон Старк[en]     | Сол                                  |
| Грегг Бинкли[en]  | Майк                                 |

## Премьера и прокат
Мировая премьера фильма состоялась 11 мая 2016 года в рамках внеконкурсной программы Каннского кинофестиваля. Тем самым, Вуди Аллен стал первым режиссёром, фильмы которого три раза были показаны на открытии Каннского фестиваля.
Премьера фильма в США состоялась 19 мая 2016 года на открытии международного кинофестиваля в Сиэтле. Ожидается, что фильм будет выпущен в ограниченный прокат в США 15 июля 2016 года, а с 29 июля 2016 года он перейдёт в более широкий прокат.
Премьера фильма в России состоялась 30 июня 2016 года на закрытии 38-го Московского международного кинофестиваля. Прокат фильма в России начался 21 июля 2016 года.

## Критика
Фильм получил в целом положительные отзывы критиков. На сайте Rotten Tomatoes 70 % критиков из 240 дали киноленте положительную оценку. На Metacritic фильм имеет рейтинг 64 % на основании 37 рецензий.
Был одним из трёх номинантов Премии «Золотой орёл» за лучший зарубежный фильм в российском прокате 27 января 2017 года, но не победил.